# Светличное (Черниговская область)
Светли́чное (укр. Світличне) – село, расположенное на территории Варвинского района Черниговской области (Украина). В селе действует два сельскохозяйственных предприятия.